# Zračna luka Bam
Zračna luka Bam (IATA kod: BXR, ICAO kod: OIKM) smještena je pokraj grada Bama u jugoistočnom dijelu Irana odnosno Kermanskoj pokrajini. Nalazi se na nadmorskoj visini od 985 m. Zračna luka ima jednu asfaltiranu uzletno-sletnu stazu dužine 3385 m, a koristi se za tuzemne letove. Vodeći zračni prijevoznik koji nudi redovne letove za Teheran-Mehrabad u ovoj zračnoj luci je Iran Aseman Airlines.

## Vanjske poveznice
- (engl.) [neaktivna poveznica]
- (engl.) DAFIF, Great Circle Mapper: BXR